# 野川公園

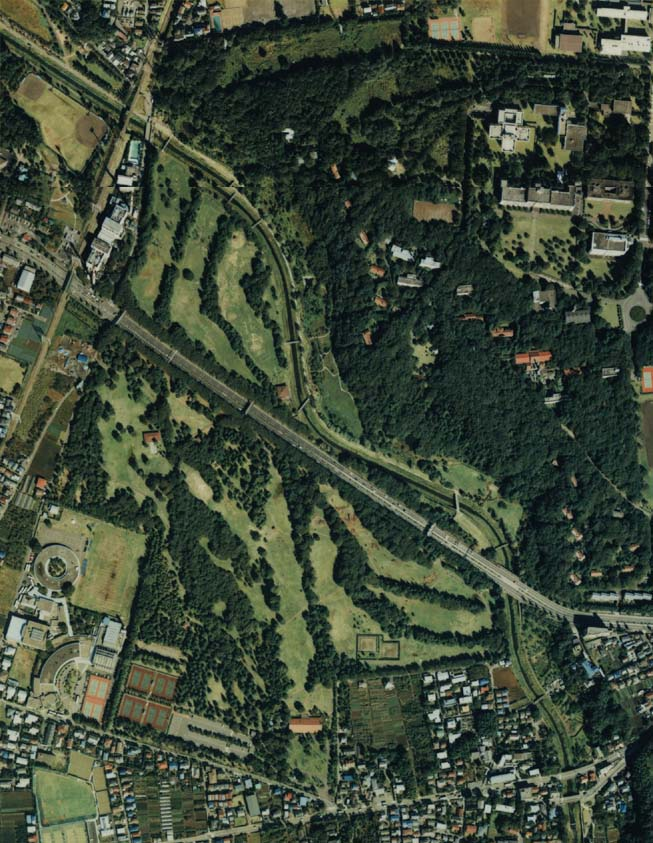
航空写真。

野川公園（のがわこうえん）は、東京都調布市野水一・二丁目、小金井市東町一丁目、三鷹市大沢二・三・六丁目にまたがる都立公園である。指定管理者として西武造園など4団体で構成される「西武・武蔵野パートナーズ」が管理を行っている。

## 概要
園の東西を東八道路が横切り、その北側を野川が西から東に流れる。園の東端近くで東八道路と野川が交差する。東八道路と野川に挟まれた区域や東八道路以南の各所には武蔵野の雑木林が多く残存する。自然観察園から西方へ野川沿いに細い市道を越えると、東京都立武蔵野公園である。また、人見街道（東京都道110号府中三鷹線）を挟んで南に200mほどの所に東京都立武蔵野の森公園がある。
元は国際基督教大学（ICU）所有のゴルフ場であった。現在もかなりの面積で芝生が広がる。園西部にデイキャンプ場、南部にテニスコート、バーベキュー場、駐車場、中央部に児童遊具施設「わんぱく広場」とアスレチック場を備える。
東八道路以南は開園が遅かったため、一部地域住民からは「新野川公園」と通称される。また、ゴルフ場時代に多量の農薬を散布していたため、開園直後は生息する生物相が貧弱であったが、2年ほどしてクワガタムシなどが普通に見られるようになった。野川の北側は池が3つ規則的に並び、1980年代前半まではザリガニ採りの子供たち等で賑わったが、立ち入りが制限されるようになった。同区域は現在、フェンスで囲われ定められたゲートから出入りする自然観察路となっている。フェンス外の東端はわき水広場となっている。

### 自然観察園
設計は東京都とライフ計画事務所。施工は1986年から1988年にかけて行われ、野川公園40haのうち5haを占める。周辺には神代植物公園、武蔵野公園、多磨霊園、浅間山公園などがあり、「武蔵野の森構想」と名付けた緑地系統が造られている。国分寺崖線（はけ）の湧水があり、自然観察園はこの立地を活かして造られた。計画当初から住民参加方式が採られ、管理についてもボランティアの参加が続けられている。
施設は自然観察センター、ホタルの水路木道、野鳥観察コーナーなどで、ブタクサ観察区のように刈り取り回数による植生の変化を観察するフィールドなどユニークな施設も造られている。湿地植生としてオランダガラシ、ミゾソバなどがみられ、これらを観察できるルートとなっているが、自然保護のため入場時間が制限されている。

### ギャラリー

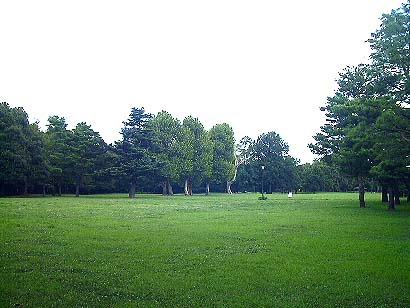
細長い芝生が広がる
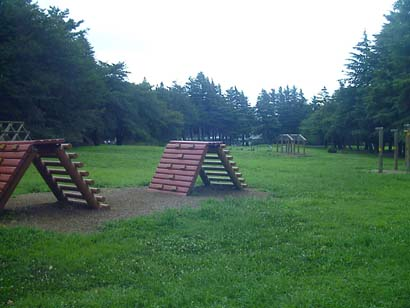
わんぱく広場
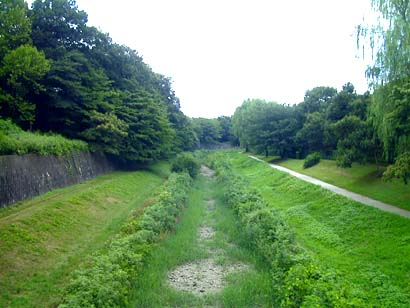
野川
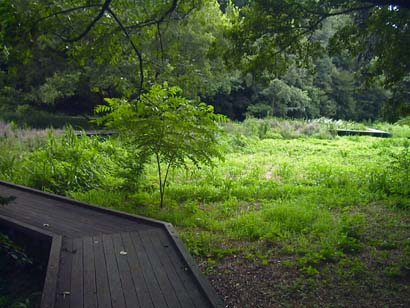
自然観察園
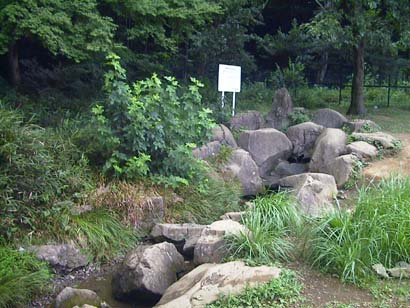
わき水広場
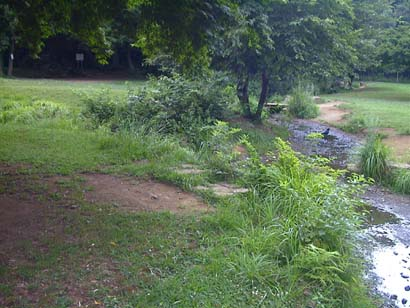
わき水広場

## 交通アクセス
- 西武多摩川線新小金井駅または多磨駅下車、徒歩約15分
  - 新小金井駅からは南へ連雀通り（東京都道134号恋ヶ窪新田三鷹線）まで出て西へ向かい、踏み切り前を左折し線路沿いに歩き、坂を下りると野川公園北西部の入口に着く。新小金井駅から公園北西部まで1km弱。
  - 多磨駅からは、北東へ700 - 800mほど歩けば公園南西部に着く。人見街道を公園管理所近くの入口まで行ってもよい。この間900m程度。
- 京王バス 武91・93系統（武蔵小金井駅南口 - 調布駅北口）「野川公園一之橋」下車
- 小田急バス 境96系統（武蔵小金井駅南口 - 武蔵境駅南口）「野川公園一之橋」下車
- 有料駐車場あり。